# Luciogobius grandis
Luciogobius grandis är en fiskart som beskrevs av Arai, 1970. Luciogobius grandis ingår i släktet Luciogobius och familjen smörbultsfiskar. Inga underarter finns listade i Catalogue of Life.